# Jean-Luc Coronel de Boissezon
Pour les articles homonymes, voir Coronel.
Pour la commune, voir Boissezon.
Jean-Luc Coronel (plus connu sous le nom Jean-Luc Coronel de Boissezon) est un historien français du droit né le 2 décembre 1967 à Aubenas.
Agrégé d'histoire du droit, il devient  professeur à l'université de Montpellier à partir de 2010.
En 2018, il participe à l’évacuation violente d’un amphithéâtre de la faculté de droit occupé par des manifestants et des militants politiques. Après une condamnation pénale et plusieurs recours, il est révoqué définitivement de l'enseignement supérieur en 2024.

## Biographie

### Jeunesse
Né le 2 décembre 1967 à Aubenas, Jean-Luc Coronel, qui prendra par la suite le nom d'usage de « Coronel de Boissezon », est petit-fils de communistes. Il travaille à la chaîne dans sa jeunesse.

### Formation
Il poursuit à Aix-en-Provence, puis à Paris, des études de sociologie, de science politique, et de droit[réf. souhaitée]. En 1989, il obtient le diplôme de l'Institut d'études politiques d'Aix-en-Provence avec un mémoire sur la pensée politique du traditionaliste italien Julius Evola, puis en 1990 un diplôme d'études approfondies en histoire des institutions et des idées politiques, à l'université Aix-Marseille-III, avec un mémoire sur la conjuration des Égaux de Gracchus Babeuf et Philippe Buonarroti, « premier parti communiste de l'histoire » selon Marx[source insuffisante]. Il exerce ensuite des fonctions dans l'enseignement supérieur privé à Nice, puis à la direction de l'enseignement supérieur du service interacadémique des examens et concours de Paris, Créteil et Versailles[réf. souhaitée]. En 2008, il achève un doctorat en droit à l'université Paris-Sud, avec une thèse sur les conceptions juridiques de Frédéric Le Play et de son école, dirigée par les professeurs Brigitte Basdevant-Gaudemet et François Jankowiak, qui reçoit le prix de thèse de la Maison d'Auguste Comte en 2011. Il appartient au comité d'experts de la revue Les Études sociales[source insuffisante].

### Carrière

#### À l'université
Au cours de sa carrière, il enseigne notamment à l'université Aix-Marseille III (1990-1993), à l'université Jean-Monnet-Saint-Étienne (1995-1997), à l'université Paris-X (1998-1999), à l'université Panthéon-Assas (1999-2000), à l'université Paris-XI (2000-2007) et à l'université Montpellier-I. De 2010 à 2019, il est professeur agrégé d'histoire du droit à la faculté de droit de Montpellier.

#### À l'Institut des sciences sociales, économiques et politiques
Révoqué de l'enseignement supérieur en 2019, il enseigne en 2021 l'histoire de la pensée économique à l'Institut des sciences sociales, économiques  et politiques, (Lyon), institut d'enseignement supérieur privé dirigé par Marion Maréchal.

## Violences à l'université
En mars 2018, à l'instar du doyen Philippe Pétel, le professeur Coronel de Boissezon est mis en cause dans l'évacuation de manifestants extérieurs qui occupaient la faculté de droit de Montpellier,.

### Conséquences disciplinaires
À la suite du rapport de l'inspection générale de l'administration de l'éducation nationale et de la recherche pointant la responsabilité de Pétel et Coronel — mais aussi celle du président de l'université de Montpellier, ayant contraint le doyen à la tenue d'une réunion syndicale à haut risque, le jour du cinquantenaire du début des évènements de Mai 68 —, à l'issue d'une première vague d'auditions, une procédure disciplinaire a été engagée.
Le 7 février 2019, les professeurs Pétel et Coronel de Boissezon sont sanctionnés, le premier par une suspension de cinq ans sans rémunération, le second par une révocation de l'enseignement supérieur assortie d'une interdiction d'exercer dans tout établissement public.
En appel, le Conseil national de l'enseignement supérieur et de la recherche (CNESER) remplace en mai 2022 sa révocation par une suspension de quatre années. Fin décembre le Conseil d’État annule cette sanction jugée trop faible (correspondant au 5e niveau de sanction possible) et demande au CNESER de prononcer une mise à la retraite d'office ou la révocation,.
En 2023, le CNESER jugeant sur renvoi maintient sa première décision. La peine de quatre ans de suspension avec privation de la totalité de la rémunération ayant été effectuée, Jean-Luc Coronel de Boissezon est réintégré à l'Université de Montpellier à la rentrée 2023. L'université de Montpellier demande au Conseil d’État d'ordonner qu'il soit sursis à l'exécution de la décision du CNESER, pour éviter la réintégration de Jean-Luc Coronel de Boissezon, ce qui est rejeté par la juridiction,,.
En 2024, le Conseil d’État censure à nouveau la décision du CNESER et prononce la révocation de Jean-Luc Coronel de Boissezon,,.

### Conséquences judiciaires
Pour les mêmes faits Coronel est en outre mis en examen pour violences en récidive, en raison d'une précédente condamnation dans un autre contentieux en 2013 (un « conflit familial qui aurait dérapé »). Il se défend pourtant : « j'étais présent [...] pour veiller sur nos locaux, nos étudiants et nos collègues présents. Je n'étais évidemment pas cagoulé et donc parfaitement identifiable de mon plein gré. [...] Je n’ai pas l’habitude, lorsque je suis agressé, de rester passif ».
En automne 2018, l'enquête conduit à l'arrestation de personnes soupçonnées d'avoir été réunies par sa compagne, Patricia Margand, ancienne candidate royaliste aux élections législatives de 2012 dans la 2e circonscription du Rhône..
Le 2 juillet 2021, il est condamné par le tribunal correctionnel de Montpellier à une peine de 6 mois de prison ferme aménagée sous la forme d'une détention à domicile sous surveillance électronique. Soupçonnée d’avoir recruté les autres personnes qui ont évacué les occupants illégaux, sa compagne écope de la même peine. L'un et l'autre ont interjeté appel, avec effet suspensif. Les victimes s'étaient quant à elles désistées dès le début du procès en dénonçant une justice « partiale » et « bourgeoise ».
Le 28 février 2023, la Cour d'appel de Montpellier relaxe Jean-Luc Coronel de Boissezon des faits de violence et réduit sa peine à un an de prison avec sursis.

## Prises de position
Réputé conservateur, il figure notamment, en 2012, parmi les signataires d'une tribune s'opposant au « mariage pour tous ». D'après Les Inrockuptibles, il aurait participé également à une manifestation organisée par la Ligue du Midi en 2016, ce que Coronel de Boissezon dément, indiquant qu'il avait seulement « traversé » cette manifestation tenue devant la préfecture de l'Hérault, après être sorti de sa faculté.
En 2019, auditionné à l'Assemblée nationale par une commission d'enquête sur la lutte contre les groupuscules d'extrême droite en France, l'ancien préfet de l'Hérault Pierre Pouëssel le dit « très proche de la Ligue du Midi ».
Le 3 décembre 2022, Jean-Luc Coronel accepte de livrer un témoignage intitulé « Faire face aux persécutions universitaires » à l'invitation d'un « forum de la dissidence » aux côtés de figures de l’extrême droite comme Damien Rieu, Thaïs d’Escufon ou encore Renaud Camus.
Aux élections européennes de 2024, il figure en 66e position sur la liste Reconquête.

## Dans la culture populaire
Dans le roman Le Hussard retrouve ses facultés de Bruno Lafourcade (Auda Isarn, 2019), le personnage de l'universitaire Emmanuel Guernec est inspiré de Jean-Luc Coronel de Boissezon.

## Publications
- Notices « Liberté », « Peuple et nation », « Peuple et population » et « Ruralisme » in Dictionnaire des populismes, dir. Christophe Boutin, Olivier Dard et Frédéric Rouvillois, Paris, Cerf, 2019.
- « La dénaturation de la justice médiévale par les légistes royaux, selon le publiciste légitimiste J.-B.-V. Coquille », in Mélanges Jean Barbey, Paris, Mare et Martin, 2019.
- « La responsabilité individuelle, concept extensif de l'école du droit naturel moderne et matrice de la contractualisation des rapports sociaux », in Alexandre Deroche (dir.), La responsabilité . Actes des Journées internationales de la Société d’histoire du droit, Limoges, PULIM, 2019, p. 77-104 .
- Notices « Bonnes mœurs », « Catholicisme social », « Le Play (Frédéric) », « Notables », « Serres (Olivier de) » et « Temps » in Dictionnaire du conservatisme, dir. Christophe Boutin, Olivier Dard et Frédéric Rouvillois, Paris, Cerf, 2017.
- « L'Europe dans le discours métapolitique de la Nouvelle Droite », dans Europe et État, t. II, Aix-en-Provence, Presses universitaires d'Aix-Marseille, coll. « Collection d'histoire des idées politiques » (no 9), 1993 (ISBN 2-7314-0059-5), p. 293-318.
- Jean-Luc Coronel (dir. Michel Ganzin), Julius Evola, penseur politique : doctrine et influence, mémoire pour le diplôme de l'IEP d'Aix, 1989.